# Ponte Hélio Serejo
A ponte Hélio Serejo é uma ponte rodoviária sobre o rio Paraná, entre os estados brasileiros de Mato Grosso do Sul e São Paulo. Construída em concreto protendido e inaugurada no fim de 1964, a ponte tem 2.550 metros de extensão e, até a inauguração da ponte Rio-Niterói era a mais extensa do Brasil. Foi projetada e construída pelo engenheiro Sergio Marques de Souza. 
Atualmente, a ponte liga-se a Mato Grosso do Sul através de um aterro de cerca de 10 quilômetros, construído para elevar a rodovia em consequência da cheia do lago da usina hidrelétrica Engenheiro Sérgio Motta. Do lado sul-mato-grossense está o município de Bataguassu, de onde continua a BR-267, e do lado paulista o município de Presidente Epitácio, onde acaba a rodovia Raposo Tavares.
Foi publicada, em 11 de abril de 2012, no Diário Oficial da União (DOU) a lei que muda o nome da ponte sobre o rio Paraná que liga o estado de São Paulo ao de Mato Grosso do Sul, entre Presidente Epitácio e Bataguassu, de Mauricio Joppert da Silva para Hélio Serejo. Até então, a ponte homenageava um engenheiro e político do Rio Janeiro, que foi ministro dos Transportes na década de 1940. Como engenheiro, durante a década de 1940, contribuiu no Departamento Nacional de Portos, Rios e Canais em 1928, entre 1932 e 1936, trabalhou como engenheiro-chefe das obras de construção dos aeroportos Santos Dumont e Bartolomeu de Gusmão, em Santa Cruz. Entre 1938 e 1948 foi consultor técnico da Companhia Nacional de Construções Civis e Hidráulicas. Em 1945, suas principais iniciativas à frente do ministério foram a aprovação de regimentos de vários órgãos ligados àquela pasta, a transformação do Departamento Nacional de Estradas de Rodagem (DNER) em autarquia e a criação do Fundo Rodoviário Nacional. No entanto, em que pese a trajetória do referido político, ele não teve ligação alguma com a obra da ponte. 
Hélio Serejo foi um escritor e jornalista que nasceu em Nioaque e passou os últimos anos de sua vida em Presidente Venceslau. Ele foi o principal defensor da construção da ponte interligando os estados, chegando a ser o presidente da “Campanha de Propaganda Pró-Construção da Ponte sobre o Rio Paraná”, que atuou para a viabilização da obra, buscando a sensibilização de autoridades federais. A ponte foi inaugurada após mais de 10 anos do lançamento da ideia. Assim, como forma de homenagear o trabalho de Hélio Serejo para a realização da obra, esta passou a receber o seu nome. A lei foi sancionada pelo Presidência da República, assinada pelo vice-presidente Michel Temer, que era o presidente em exercício na ocasião.